# Liste der Mitglieder der Deutschen Akademie der Naturforscher Leopoldina/1829
Die Liste der Mitglieder der Deutschen Akademie der Naturforscher Leopoldina für 1829 enthält alle Personen, die im Jahr 1829 zum Mitglied ernannt wurden. Insgesamt gab es 15 neu gewählte Mitglieder.

## Mitglieder
| Nr.   | Name                                  | Beiname         | Geboren       | Aufnahme | Gestorben     | Bild                               | Datenbank |
| ----- | ------------------------------------- | --------------- | ------------- | -------- | ------------- | ---------------------------------- | --------- |
| 1330  | Arnold Adolph Berthold                | Wepfer          | 26. Feb. 1803 | 10. Jun. | 3. Jan. 1861  | Arnold Adolph Berthold             | 1979      |
| 1331  | Jakob Cambessèdes                     | Serra           | 26. Aug. 1799 | 10. Jun. | 20. Dez. 1863 |                                    | 2245      |
| 1332  | Karl Heinrich Ebermaier               | Ebermaier       | 4. Feb. 1802  | 10. Jun. | 1. Jan. 1870  |                                    | 2580      |
| 1333  | Karl Goudichaud Beaupré               | Forster II.     | 24. Sep. 1787 | 10. Jun. | 25. Jan. 1854 | Karl Goudichaud Beaupré            | 2886      |
| 1334  | David Harder                          | Werlhoff        | 13. Juni 1769 | 10. Jun. | 5. Aug. 1833  |                                    | 3653      |
| 1335  | Johann Joseph von Littrow             | Olfers          | 13. März 1781 | 10. Jun. | 30. Nov. 1840 | Johann Joseph von Littrow          | 4996      |
| 1336  | Johann Bernhard Wilhelm Lindenberg    | Weber           | 18. Sep. 1781 | 10. Jun. | 6. Juni 1851  |                                    | 4980      |
| 1337  | Hermann von Meyer                     | Schleuchzer II. | 3. Sep. 1801  | 10. Jun. | 2. Apr. 1869  | Hermann von Meyer                  | 5649      |
| 1338  | Martin Münz                           | Bonn            | 5. Feb. 1785  | 10. Jun. | 18. März 1849 |                                    | 5744      |
| 1339  | Johannes Evangelist Purkynje          | Darwin I.       | 17. Dez. 1787 | 10. Jun. | 28. Juli 1869 | Johannes Evangelist Purkynje       | 6094      |
| 1340  | Anton Rochel                          | Scopoli I.      | 18. Juni 1770 | 10. Jun. | 12. März 1847 |                                    | 6235      |
| 1341  | Wilhelm Peter Eduard Simon Rüppell    | Bruce           | 20. Nov. 1794 | 10. Jun. | 10. Dez. 1884 | Wilhelm Peter Eduard Simon Rüppell | 6308      |
| 1342  | Joergen Johann Albrecht von Schönberg | Troja II.       | 27. Sep. 1782 | 10. Jun. | 16. Okt. 1841 | Albrecht Schønberg                 | 6509      |
| 1343  | Wilhelm Vrolik                        | Backer I.       | 29. Apr. 1801 | 10. Jun. | 22. Dez. 1863 | Wilhelm Vrolik                     | 7110      |
| 1343a | Heinrich Wolff                        | Sydenham II.    | 28. Nov. 1793 | 10. Jun. | 29. Juni 1875 |                                    | 7339      |

## Hinweis zu den Lebensdaten
In der Liste sind zunächst die Lebensdaten gemäß Archiv der Leopoldina aufgenommen. Diese beziehen sich auf die Angaben gem. Neigebaur (1860) und Ule (1889). Die Lebensdaten im Namensartikel können daher von den Lebensdaten in der Liste abweichen.